# Associazione Calcio Mobilieri Ponsacco 1991-1992
Questa voce raccoglie le informazioni riguardanti l'Associazione Calcio Mobilieri Ponsacco nelle competizioni ufficiali della stagione 1991-1992.

## Rosa
| N. |                   | Ruolo | Calciatore           |
| -- | ----------------- | ----- | -------------------- |
|    | Italia (bandiera) | C     | Fabio Brambanti      |
|    | Italia (bandiera) | C     | Federico Barontini   |
|    | Italia (bandiera) | C     | Rossano Bartalutti   |
|    | Italia (bandiera) | C     | Filippo Casanova     |
|    | Italia (bandiera) | D     | Riccardo Chechi      |
|    | Italia (bandiera) | C     | Pietro Di Franco     |
|    | Italia (bandiera) | P     | Michele Dreossi      |
|    | Italia (bandiera) | A     | Alessio Falleni      |
|    | Italia (bandiera) | C     | Alessandro Favilli   |
|    | Italia (bandiera) | P     | Massimiliano Franchi |
|    | Italia (bandiera) | P     | Luca Lazzaretti      |

| N. |                   | Ruolo | Calciatore          |
| -- | ----------------- | ----- | ------------------- |
|    | Italia (bandiera) | A     | Giuliano Lotti      |
|    | Italia (bandiera) | D     | Lorenzo Mattolini   |
|    | Italia (bandiera) | A     | Adriano Meacci      |
|    | Italia (bandiera) | D     | Alessio Orsini      |
|    | Italia (bandiera) | C     | Giuseppe Romeo      |
|    | Italia (bandiera) | C     | Raffaele Rubinacci  |
|    | Italia (bandiera) | C     | Loris Seghezzi      |
|    | Italia (bandiera) | C     | Stefano Torcigliani |
|    | Italia (bandiera) | D     | Roberto Vannucchi   |
|    | Italia (bandiera) | D     | Paolo Vichi         |